# Чемпіонат Швейцарії з хокею
Чемпіонат Швейцарії з хокею — щорічні хокейні змагання в Швейцарії, які проводяться з 1909 року. Чемпіонат має наступну структуру: Швейцарська Національна ліга А, Швейцарська Національна ліга В, 1 Ліга, 2 Ліга, 3 Ліга, 4 Ліга та регіональна ліга (аматорська), змагання проводяться під егідою Швейцарського хокейного союзу.

## Назви турніру
- Національний чемпіонат 1909—1937
- Відкритий чемпіонат 1916—1933 (команда, що вигравала турнір не була чемпіоном Швейцарії)
- Національний чемпіонат 1938—2007
- Швейцарська Національна ліга А з 2008

## Структура чемпіонату
З сезону 2022/23 у чемпіонаті на першому етапі беруть участь 14 клубів. На другомі етапі у плей-оф 10 найкращих клубів розігрують звання чемпіона Швейцарії. Два найгірших клуба у втішному раунді виявляють команду, яка в кваліфікаційному раунді проводить серію матчів до чотирьох перемог з найкращим клубом НЛБ.
Якщо матч закінчується внічию, то команди грають по чотири польові гравці п'ятихвилинний овертайм. Якщо овертайм не виявив команду-переможця, то все вирішується в серії булітів. За перемогу в основний час нараховується три очка, у додатковий час або серії буллітів два очка, поразка в додатковий час або серії буллітів одним і не нараховується якщо команда програла в основний час.

## Чемпіони Швейцарії

### Національна ліга Аз 2008
- 2025 — ЦСК Лайонс
- 2024 — ЦСК Лайонс
- 2023 — «Женева-Серветт»
- 2022 — «Цуг»
- 2021 — «Цуг»
- 2020 — без переможця
- 2019 — СК «Берн»
- 2018 — ЦСК Лайонс
- 2017 — СК «Берн»
- 2016 — СК «Берн»
- 2015 — «Давос»
- 2014 — ЦСК Лайонс
- 2013 — СК «Берн»
- 2012 — ЦСК Лайонс
- 2011 — «Давос»
- 2010 — СК «Берн»
- 2009 — «Давос»
- 2008 — ЦСК Лайонс

### Національний чемпіонат 1938—2007
- 2007 — «Давос»
- 2006 — «Лугано»
- 2005 — «Давос»
- 2004 — СК «Берн»
- 2003 — «Лугано»
- 2002 — «Давос»
- 2001 — ЦСК Лайонс
- 2000 — ЦСК Лайонс
- 1999 — «Лугано»
- 1998 — «Цуг»
- 1997 — СК «Берн»
- 1996 — ЕХК «Клотен»
- 1995 — ЕХК «Клотен»
- 1994 — ЕХК «Клотен»
- 1993 — ЕХК «Клотен»
- 1992 — СК «Берн»
- 1991 — СК «Берн»
- 1990 — «Лугано»
- 1989 — СК «Берн»
- 1988 — «Лугано»
- 1987 — «Лугано»
- 1986 — «Лугано»
- 1985 — «Давос»
- 1984 — «Давос»
- 1983 — «Біль»
- 1982 — ХК «Ароза»
- 1981 — «Біль»
- 1980 — ХК «Ароза»
- 1979 — СК «Берн»
- 1978 — «Біль»
- 1977 — СК «Берн»
- 1976 — «Лангнау»
- 1975 — СК «Берн»
- 1974 — СК «Берн»
- 1973 — «Ла Шо-де-Фон»
- 1972 — «Ла Шо-де-Фон»
- 1971 — «Ла Шо-де-Фон»
- 1970 — «Ла Шо-де-Фон»
- 1969 — «Ла Шо-де-Фон»
- 1968 — «Ла Шо-де-Фон»
- 1967 — ЕХК «Клотен»
- 1966 — Грассгоппер Клуб Цюрих
- 1965 — СК «Берн»
- 1964 — ХК «Вілларс»
- 1963 — ХК «Вілларс»
- 1962 — ЕХК «Вісп»
- 1961 — Цюрих СК
- 1960 — «Давос»
- 1959 — СК «Берн»
- 1958 — «Давос»
- 1957 — ЕХК «Ароза»
- 1956 — ЕХК «Ароза»
- 1955 — ЕХК «Ароза»
- 1954 — ЕХК «Ароза»
- 1953 — ЕХК «Ароза»
- 1952 — ЕХК «Ароза»
- 1951 — ЕХК «Ароза»
- 1950 — «Давос»
- 1949 — Цюрих СК
- 1948 — «Давос»
- 1947 — «Давос»
- 1946 — «Давос»
- 1945 — «Давос»
- 1944 — «Давос»
- 1943 — «Давос»
- 1942 — «Давос»
- 1941 — «Давос»
- 1940 — не розігрувався
- 1939 — «Давос»
- 1938 — «Давос»

### Відкритий чемпіонат 1916—1933 (команда, що вигравала турнір не була чемпіоном Швейцарії)
- 1933 — Грассгоппер Клуб Цюрих
- 1932 — «Давос»
- 1931 — «Давос»
- 1930 — «Давос»
- 1929 — «Давос»
- 1928 — «Розей» (Гштаад)
- 1927 — «Давос»
- 1926 — чемпіон не виявлений
- 1925 — «Розей» (Гштаад)
- 1924 — «Шато де-Окс»
- 1923 — «Санкт-Моріц»
- 1922 — «Шато де-Окс»
- 1921 — «Розей» (Гштаад)
- 1920 — «Розей» (Гштаад)
- 1919 — «Розей» (Гштаад)
- 1918 — «Беллерів» (Вевей)
- 1917 — «Ле-Аван» (Ле-Аван)
- 1916 — «Академікер Цюрих»

### Національний чемпіонат 1909—1937
- 1937 — «Давос»
- 1936 — Цюрих СК
- 1935 — «Давос»
- 1934 — «Давос»
- 1933 — «Давос»
- 1932 — «Давос»
- 1931 — «Давос»
- 1930 — «Давос»
- 1929 — «Давос»
- 1928 — «Санкт-Моріц»
- 1927 — «Давос»
- 1926 — «Давос»
- 1925 — «Розей» (Гштаад)
- 1924 — «Розей» (Гштаад)
- 1923 — «Санкт-Моріц»
- 1922 — «Санкт-Моріц»
- 1921 — «Розей» (Гштаад)
- 1920 — «Беллерів» (Вевей)
- 1919 — «Беллерів» (Вевей)
- 1918 — ХК «Берн»
- 1917 — ХК «Берн»
- 1916 — ХК «Берн»
- 1915 — не проводився
- 1914 — не проводився
- 1913 — «Ле-Аван» (Ле-Аван)
- 1912 — «Ле-Аван» (Ле-Аван)
- 1911 — «Клуб де Патінуар» (Лозанна)
- 1910 — «Ла Вілья» (Лозанна)
- 1909 — «Беллерів» (Вевей)

## Зведена таблиця переможців
В таблиці вказані, тільки чемпіони Швейцарії (чемпіони Відкритого чемпіонату 1916—1933 до уваги не брались).
| Команда                | Кількість перемог | Переможні сезони |
| ---------------------- | ----------------- | --- |
| «Давос»                | 31                | 1926, 1927, 1929, 1930, 1931, 1932, 1933, 1934, 1935, 1937, 1938, 1939, 1941, 1942, 1943, 1944, 1945, 1946, 1947, 1948, 1950, 1958, 1960, 1984, 1985, 2002, 2005, 2007, 2009, 2011, 2015 |
| СК «Берн»              | 16                | 1959, 1965, 1974, 1975, 1977, 1979, 1989, 1991, 1992, 1997, 2004, 2010, 2013, 2016, 2017, 2019                                                                                           |
| ЕХК «Ароза»            | 9                 | 1951, 1952, 1953, 1954, 1955, 1956, 1957, 1980, 1982 |
| ЦСК Лайонс             | 8                 | 1936, 1949, 1961, 2000, 2001, 2008, 2012, 2014 |
| «Лугано»               | 7                 | 1986, 1987, 1988, 1990, 1999, 2003, 2006 |
| «Ла Шо-де-Фон»         | 6                 | 1968, 1969, 1970, 1971, 1972, 1973 |
| «Клотен»               | 5                 | 1967, 1993, 1994, 1995, 1996 |
| Беллерів               | 3                 | 1909, 1919, 1920 |
| «Санкт-Моріц»          | 3                 | 1922, 1923, 1928 |
| ХК «Берн»              | 3                 | 1916, 1917, 1918 |
| ХК «Біль»              | 3                 | 1978, 1981, 1983 |
| «Розей»                | 3                 | 1921, 1924, 1925 |
| «Ле-Аван»              | 2                 | 1912, 1913 |
| ХК «Вілларс»           | 2                 | 1963, 1964 |
| «Цуг»                  | 2                 | 1998, 2021 |
| «Ла Вілья»             | 1                 | 1910 |
| «Клуб де Патінуар»     | 1                 | 1911 |
| ХК «Вісп»              | 1                 | 1962 |
| Грассгоппер Клуб Цюрих | 1                 | 1966 |
| Лангнау Тайгерс        | 1                 | 1976 |
| Женева-Серветт         | 1                 | 2023 |